# コロラドカレッジ
コロラドカレッジ（英語: The Colorado College）は、アメリカ合衆国コロラド州コロラドスプリングスにある、私立のリベラルアーツ大学。

## 概要
- 1874年創立。
- 学生数　約2000名。
- 学長　ジル・タイフェンセーラー（元ウェイクフォレスト大学プロヴォスト。2019年現在）。

## 教育
授業は“Block Plan”と呼ばれ、3週間半で集中的に一つの教科のみを勉強する（1セメスターにつき4ブロック）形態を採用している。

## 出身著名人
- ウィリアム・メレル・ヴォーリズ - 建築家・近江兄弟社創業者
- セシル・エフィンジャー - 作曲家
- パトリック・チャン  - 2014年ソチオリンピック男子フィギュアスケート銀メダリスト
- デイヴィッド・マルパス - 第13代世界銀行総裁
- マーク・ウェブ - 映画監督
- ジェームズ・ジョセフ・ヘックマン - 経済学者・ノーベル経済学賞を受賞
- エリン・マイヤー - 作家・INSEADビジネス・スクール教授
- グレン・W・ショー - 日本文学・日本学・英語教育者